# 7 Prisioneiros
7 Prisioneiros (Engelse titel: 7 Prisoners) is een Braziliaanse dramafilm uit 2021, geregisseerd door Alexandre Moratto naar een scenario van Moratto en Thayná Mantesso.

## Verhaal
De 18-jarige Mateus verlaat het platteland op zoek naar een baan bij een autokerkhof in São Paulo. Eenmaal daar zijn Mateus en enkele andere jongens het slachtoffer van een werksysteem dat analoog is aan moderne slavernij onder bevel van Luca, waardoor Mateus de moeilijke beslissing moet nemen tussen werken voor de man die hem tot slaaf heeft gemaakt of zijn toekomst en die van zijn gezin riskeren als hij geen medeplichtige is.

## Rolverdeling
| Acteur                 | Personage |
| ---------------------- | --------- |
| Christian Malheiros    | Mateus    |
| Rodrigo Santoro        | Luca      |
| Bruno Rocha            | Samuel    |
| Vitor Julian           | Ezequiel  |
| Lucas Oranmian         | Isaque    |
| Cecília Homem de Mello |           |
| Dirce Thomaz           |           |

## Productie
Tijdens een interview met Film Independent over zijn bekroonde regiedebuut Socrates, maakte de Braziliaans-Amerikaanse filmmaker Alexandre Moratto bekend dat hij bezig was met het ontwikkelen van een origineel script over moderne slavernij en mensenhandel in Brazilië. Moratto zou opnieuw samenwerken met co-schrijver Thayná Mantesso voor de film.
Op 5 september 2020 onthulde Moratto dat hij opnieuw samenwerkte met regisseurs Ramin Bahrani en Fernando Meirelles, via zijn productiebedrijf O2 Filmes om de film te produceren, met distributie van Netflix. Bahrani, Moratto's filmschoolmentor, introduceerde de film aan het bedrijf terwijl hij The White Tiger regisseerde.
De titelrol van de film werd door Moratto speciaal geschreven voor Christian Malheiros, die hij ontdekte tijdens intensieve audities voor Socrates, waar hij uiteindelijk werd gecast en tot Braziliaanse faam groeide. Moratto koos ook voor een Braziliaanse immigrant die zes maanden in een sweatshop werkte terwijl hij onderzoeksinterviews voerde met overlevenden van mensenhandel.

## Release
De film ging in première op het 78ste Filmfestival van Venetië op 6 september 2021. De film werd op 11 november 2021 uitgebracht op Netflix.

## Ontvangst
De film ontving over het algemeen gunstige recensies van critici. Op Rotten Tomatoes heeft 7 Prisioneiros een waarde van 98% en een gemiddelde score van 7,50/10, gebaseerd op 40 recensies. Op Metacritic heeft de film een gemiddelde score van 80/100, gebaseerd op 17 recensies.

## Prijzen en nominaties
| Jaar | Prijs                    | Categorie                                                      | Genomineerde(n)   | Uitslag     |
| ---- | ------------------------ | -------------------------------------------------------------- | ----------------- | ----------- |
| 2021 | Filmfestival van Venetië | Beste film in een vreemde taal (Sorriso Diverso Venezia Award) | Alexandre Moratto | Gewonnen    |
| 2021 | Filmfestival van Venetië | Publieksprijs (Orizzonti Extra)                                | Alexandre Moratto | Genomineerd |